# Faye Marsay
Faye Elaine Marsay (ur. 30 grudnia 1986 w Middlesbrough) – brytyjska aktorka filmowa i telewizyjna.

## Życiorys

### Młodość
Marsay urodziła się w Middlesbrough, a dorastała w Loftus. Uczęszczała do Laurence Jackson School w Guisborough, następnie do Prior Pursglove College. Studiowała aktorstwo w Bristol Old Vic Theatre School, gdzie zagrała m.in. Sissy Jupe w Hard Times, pierwszą czarownicę w Makbecie, Runt w Disco Pigs i Shen Te w The Good Soul of Syczuan. W 2012 roku, zdobyła Spotlight Prize – wyróżnienia przyznawanego corocznie najlepszemu absolwentowi szkół aktorskich w Wielkiej Brytanii. Wkrótce po ukończeniu szkoły otrzymała główną rolę w serialu Biała królowa

### Kariera
W 2013 zadebiutowała jako Anne Neville w serialu Biała królowa, a następnie zagrała Candice Pelling w serialu Świeżaki.  W 2014 Marsay wcieliła się w Lizzie Lancaster w drugim sezonie serialu W kręgu zbrodni, a następnie wystąpiła w filmie Dumni i wściekli, nominowanym do nagrody BAFTA, gdzie zagrała Steph. Wystąpiła także w miniserialu Glue jako Janine Riley oraz w świątecznym odcinku specjalnym serialu Doktor Who z 2014, zatytułowanym Ostatnia gwiazdka, jako Shona McCullough. W 2015 zagrała Waif w piątym sezonie popularnego serialu HBO Gra o tron. W czerwcu wystąpiła jako Katie Springer w trzecim sezonie serialu My Mad Fat Diary. Tego samego roku została wyróżniona przez magazyn „Screen International” jako jedna ze „Stars of Tomorrow”. W październiku 2015 zagrała Izzie w słuchowisku The Price of Oil, emitowanym na antenie BBC Radio 4. W listopadzie zagrała rolę Amy w grze Need for Speed, posługując się amerykańskim akcentem. Wystąpiła również w krótkometrażowym filmie NippleJesus, adaptacji opowiadania Nicka Hornby’ego, gdzie zagrała Siobhan.
W 2016 wcieliła się w Christine w szóstym sezonie serialu Vera oraz ponownie wystąpiła jako Waif w kolejnym sezonie Gry o tron. W maju i czerwcu 2016 roku zagrała główną rolę Niny Stibbe w serialu BBC Love, Nina. Wystąpiła też jako Blue Colson w odcinku Znienawidzeni serialu Czarne lustro. W 2017 Marsay zagrała jedną z głównych ról w debiutanckim filmie Daisy Aitkens Ty, ja i on z Lucy Punch i Davidem Tennantem, a także w filmie Czas mroku z Garym Oldmanem w roli głównej. Wystąpiła także w inscenizacji sztuki Jima Cartwrighta pt. Road w Royal Court Theatre w Londynie. W grudniu 2017 zagrała główną rolę w dramacie ITV Bancroft u boku Sarah Parish. Tego samego roku zagrała w filmie telewizyjnym Shamed, wyemitowanym na antenie Channel 4. W 2018 Marsay wystąpiła z Jamesem Nortonem w koprodukcji BBC i AMC, serialu McMafia. W listopadzie pojawiła się w filmie Prywatna wojna u boku Rosamund Pike, Stanleya Tucciego i Jamiego Dornana.
W 2019 wcieliła się w detektyw Joanne Aspinall w sześcioodcinkowym dramacie ITV Deep Water, w którym zagrały także Anna Friel, Rosalind Eleazar i Sinéad Keenan. W 2020 użyczyła głosu w dwóch odcinkach programu „The Sex Clinic” na antenie E4. W 2022 zadebiutowała jako Vel Sartha w serialu Andor, będącym prequelem do filmu Łotr 1. Gwiezdne wojny – historie. Następnie zagrała Hildę Reid w adaptacji Kochanka Lady Chatterley w reżyserii Laure de Clermont-Tonnerre, u boku Emmy Corrin i Jacka O’Connella. W 2023 Marsay wystąpiła jako Annie Roberts w serialu Ten Pound Poms, opowiadającym o grupie Brytyjczyków wyjeżdżających do Australii w poszukiwaniu lepszego życia.

## Filmografia
| Rok  | Tytuł                    | Rola            | Notatki              |
| ---- | ------------------------ | --------------- | -------------------- |
| 2008 | Helen                    |                 |                      |
| 2008 | Is That It?              | Sue             |                      |
| 2014 | Dumni i wściekli         | Steph Chambers  |                      |
| 2015 | NippleJesus              | Siobhan         | film krótkometrażowy |
| 2017 | Czas mroku               | Sybil           |                      |
| 2017 | Ty, ja i on              | Alex            |                      |
| 2018 | Prywatna wojna           | Kate Richardson |                      |
| 2019 | Seconds Out              | Stella          | film krótkometrażowy |
| 2022 | Kochanek Lady Chatterley | Hilda           |                      |

### Telewizja
| Rok        | Tytuł            | Rola                 | Notatki                             |
| ---------- | ---------------- | -------------------- | ----------------------------------- |
| 2013       | Biała królowa    | Anna Neville         | odcinki 1–10                        |
| 2013       | Świeżaki         | Candice Pelling      | sezon 3, odcinki 1–8                |
| 2014       | W kręgu zbrodni  | Lizzie Lancaster     | sezon 2; odcinki 1–4                |
| 2014       | Glue             | Janine Riley         | odcinki 1–8                         |
| 2014       | Doktor Who       | Shona McCullough     | sezon 9; odcinek: Ostatnia gwiazdka |
| 2015       | My Mad Fat Diary | Katie Springer       | sezon 3; odcinki 1–3                |
| 2015–2016  | Gra o tron       | The Waif             | sezony 5 i 6                        |
| 2016       | Vera             | Christine            | sezon 6; odcinek 1                  |
| 2016       | Listy od Niny    | Nina                 | sezony 1–5                          |
| 2016       | Czarne lustro    | Blue Colson          | sezon 3; odcinek 6                  |
| 2017       | Bancroft         | DS Katherine Stevens | sezon 1; odcinki 1–4                |
| 2017       | Shamed           | Sarah Ivy            | film TV                             |
| 2018       | McMafia          | Katya Godman         | sezon 1; odcinki 1–8                |
| 2019       | Deep Water       | Joanne Aspinall      | miniserial; odcinki 1–6             |
| 2019–2020  | The Sex Clinic   | ona sama (głos)      | sezon 1–2                           |
| 2020       | Avocado Toast    | The One              | sezon 1; odcinki 1–6, 10            |
| 2022, 2025 | Andor            | Vel Sartha           | sezon 1 i 2                         |
| 2023, 2025 | Ten Pound Poms   | Annie Roberts        | sezon 1 i 2                         |
| 2025       | Dojrzewanie      | DS Misha Frank       | odcinki 1–2                         |

### Scena
| Rok  | Tytuł                     | Rola                        | Instytucja                     |
| ---- | ------------------------- | --------------------------- | ------------------------------ |
| 2008 | Jaś i Małgosia            | Woodfolk                    | Northern Stage                 |
| 2009 | Piotruś pan               | Dzwoneczek i Tygrysia Lilia | Northern Stage                 |
| 2009 | Five Kinds of Silence     | Susan                       | Live Theatre, Newcastle        |
| 2010 | The Journey               | Owen                        | Taproot Theatre Company        |
| 2011 | Wiśniowy sad              | Dunyasha                    | Bristol Old Vic Theatre School |
| 2011 | Canopy of Stars           | Cheryl                      | Bristol Old Vic Theatre School |
| 2011 | All’s Well That Ends Well | Diana                       | Bristol Old Vic Theatre School |
| 2011 | Hard Times                | Sissy Jupe                  | Bristol Old Vic Theatre School |
| 2012 | Makbet                    | Pierwsza czarownica         | Bristol Old Vic Theatre School |
| 2012 | Disco Pigs                | Runt                        | Bristol Old Vic Theatre School |
| 2012 | Dobry człowiek z Seczuanu | Shen Te                     | Bristol Old Vic Theatre School |
| 2017 | Road                      | Louise i Clare              | Royal Court                    |
| 2019 | Europe                    | Adele                       | Donmar Warehouse               |

### Radio
| Rok  | Tytuł                     | Rola  | Notatki              | Stacja      |
| ---- | ------------------------- | ----- | -------------------- | ----------- |
| 2015 | The Price of Oil          | Izzie | odcinek: No Two Days | BBC Radio 4 |
| 2019 | Hello Stranger            | Beth  | słuchowisko          | BBC Radio 4 |
| 2021 | Tess of the D’Urbervilles | Tess  | 3 odcinki            | BBC Radio 4 |
| 2022 | In Diamond Square         | Julia | słuchowisko          | BBC Radio 4 |

### Gry komputerowe
| Rok  | Tytuł          | Rola | Notatki                            |
| ---- | -------------- | ---- | ---------------------------------- |
| 2015 | Need for Speed | Amy  | głos i udział w scenach aktorskich |

## Nagrody i nominacje
| Rok  | Organizacja                       | Nagroda/Kategoria                                                           | Nota        |
| ---- | --------------------------------- | --------------------------------------------------------------------------- | ----------- |
| 2012 | Spotlight                         | Nagroda Spotlight                                                           | Wygrana     |
| 2015 | Screen International              | Stars of Tomorrow                                                           | Wyróżnienie |
| 2016 | Nagroda Gildii Aktorów Ekranowych | Najlepszy występ zespołu aktorskiego w serialu dramatycznym (za Grę o tron) | Nominacja   |
| 2018 | Lady Filmmakers Film Festival     | Najlepsza aktorka drugoplanowa (za You, Me and Him)                         | Wygrana     |